# 意大利蝗
意大利蝗(Calliptamus italicus)是屬於蝗科的一種昆蟲，意大利蝗原产于中亚的干草原，但在欧洲的大部分地区以及古北東部、北非和近東也有該物種的蹤跡。